# Vitex lucens
Vitex lucens (Maori: pūriri) is een plantensoort uit de lipbloemenfamilie (Lamiaceae). Het is een grote boom die een groeihoogte tot 20 meter kan bereiken. De boom heeft een ongelijke knobbelige stam die bedekt is met een dunne bleke schilferige bast. De boom heeft donkergroene bladeren die bestaan uit vijf gerimpelde blaadjes die uitlopen vanaf het uiteinde van een stengel. Het grootste blaadje bevindt zich in het midden. De klokvormige bloemen zijn roze, met uitstekende bleekkleurige meeldraden. De vrucht is 2 centimeter breed en heeft een rode kleur.
De soort komt voor op het Noordereiland van Nieuw-Zeeland. Op het Noordereiland komt de soort voor vanaf Te Paki in het noorden tot aan de regio Taranaki in het westen en het noordelijke deel van de regio Hawke's Bay in het oosten. Verder komt de soort voor op de Driekoningeneilanden. 
In het noordelijke deel van zijn verspreidingsgebied is de boom een veel voorkomende soort in bossen met taraire (Beilschmiedia tarairi) en karaka (Corynocarpus laevigatus), vooral op rijke vruchtbare gronden. Meer naar het zuiden (ten zuiden van Bay of Plenty) komt de soort zelden landinwaarts voor en wordt hij vaker aangetroffen in kustbossen met pohutukawa (Metrosideros excelsa) en karaka. Op de kleinere eilanden in de Golf van Hauraki maakt de soort een belangrijk onderdeel uit van de bosbegroeiing.

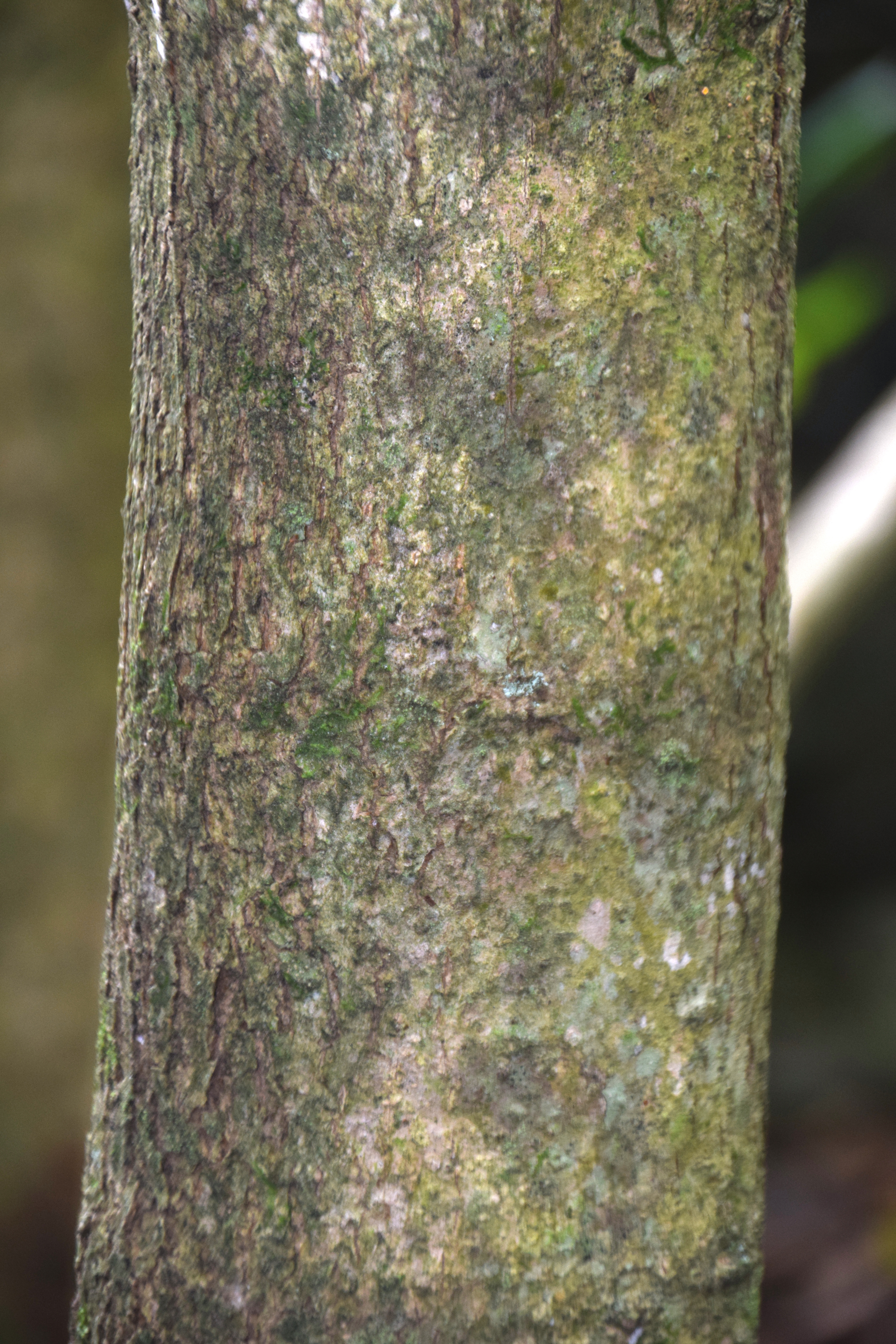
Schors
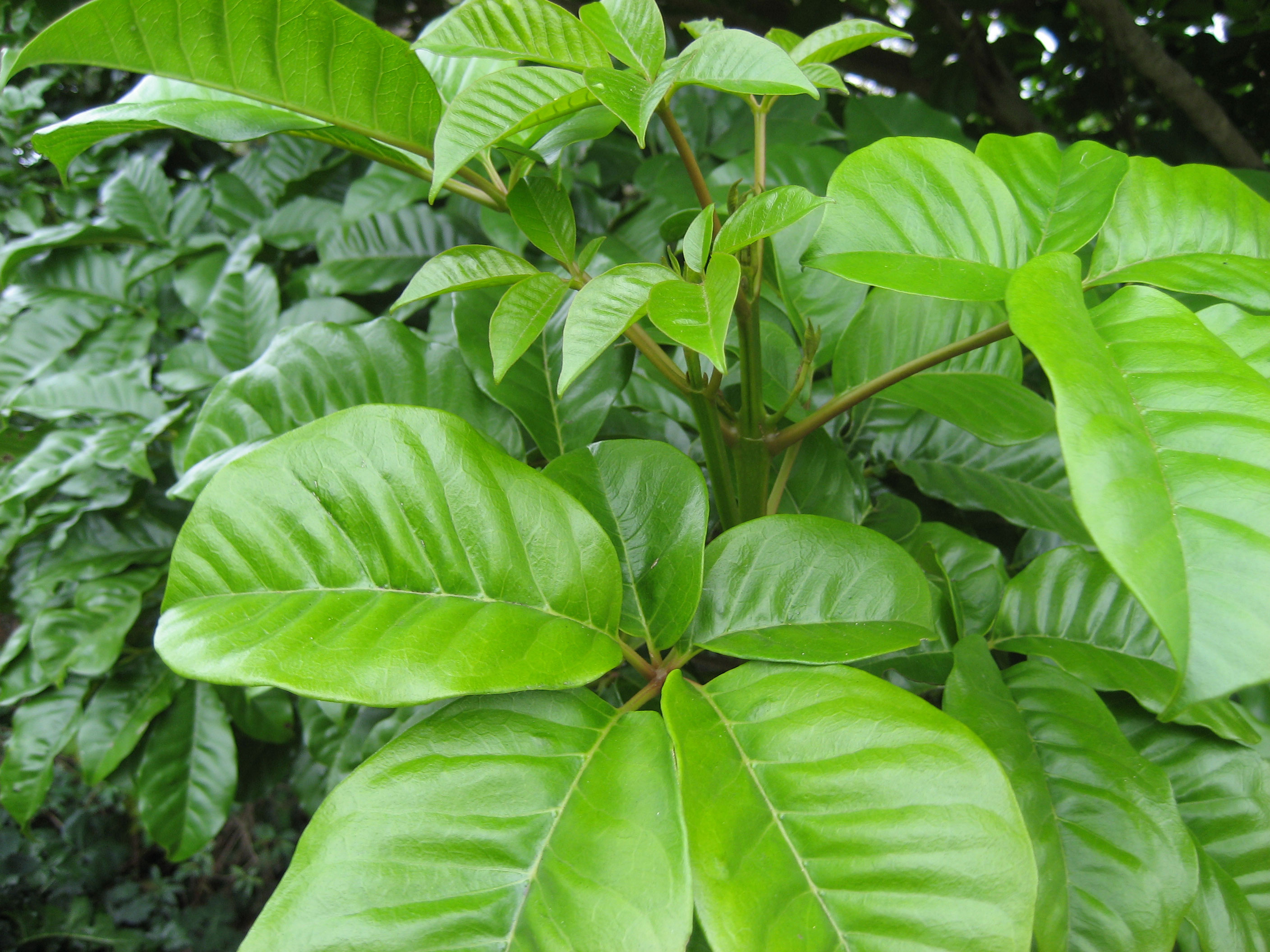
Bladeren
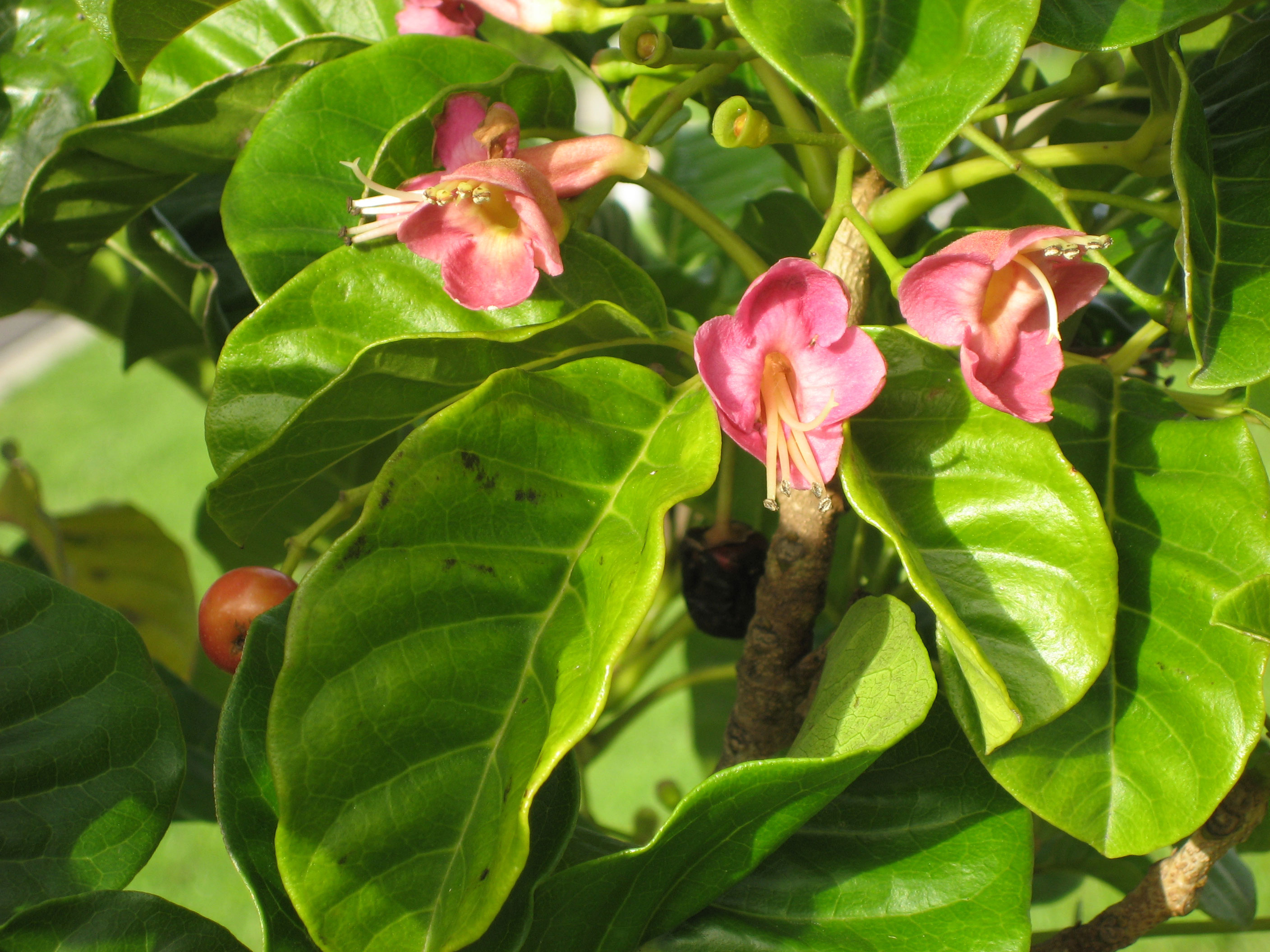
Bloemen
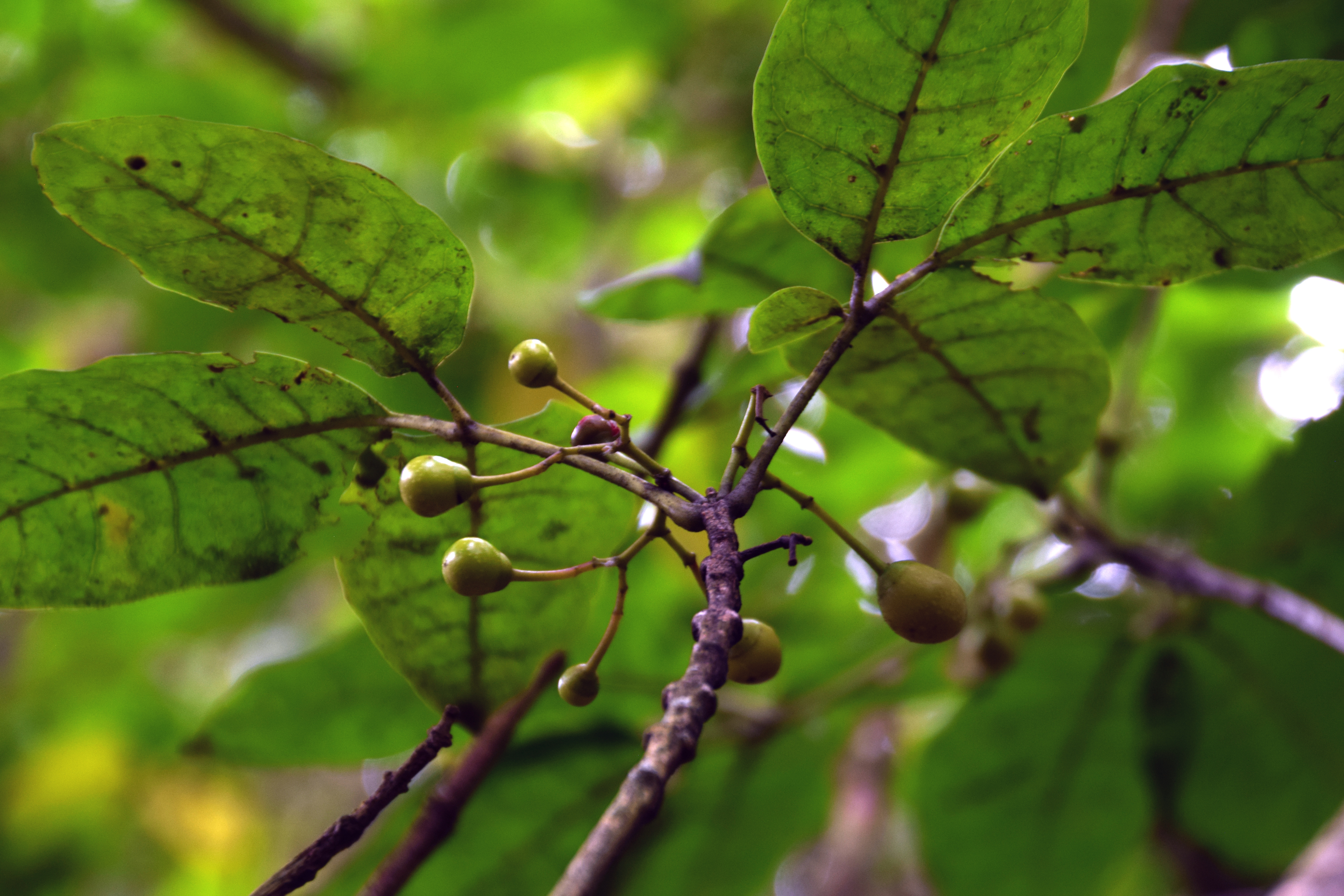
Onrijpe vruchten